# Burdž al-Arab
Burdž al-Arab (v arabštině: برج العرب, v angličtině: Arabian Tower či Burj Al Arab, v překladu Věž Arabů), nazývaný také jako plachetnice, je mrakodrap a luxusní pětihvězdičkový hotel v Dubajské čtvrti Džumeira ve Spojených arabských emirátech. Krátce po svém slavnostním otevření 1. prosince 1999 začal být lidmi neoficiálně označován jako „sedmihvězdičkový hotel“ a dodnes stále patří mezi nejluxusnější hotely na světě, v letech 1999–2000 to byla nejvyšší budova Dubaje. Mrakodrap nejdříve v roce 2000 převýšil první Dubajský mrakodrap Dubai WTC a poté ji v roce 2000 převýšila věž Emirates Towers.
Leží na umělém ostrově asi 260 metrů od pláže čtvrtě Džumeira (Jumeirah), s pevninou jej pojí soukromý most, tvarem připomíná lodní plachtu, v 51. patře na straně přivrácené k pevnině má vlastní heliport, na kterém hráli v roce 2005 Roger Federer a Andre Agassi, tenisový kurt se ale zde nacházel jen dočasně. Ve výšce 200 metrů je na straně odvrácené vyhlídková restaurace s výhledem na celý Perský záliv.
Provozovatelem hotelu je společnost Jumeirah Group, provozující i nedaleký Jumeirah Beach Hotel a Emirates Towers, ale i další budovy v Dubaji a Londýně. Na svou velikost má poměrně málo podlaží, a to proto, že nabízené pokoje dosahují výšky dvou pater, přičemž nejmenší apartmá zaujímá plochu 169 m2, největší až 780 m2.

## Projekt a stavba

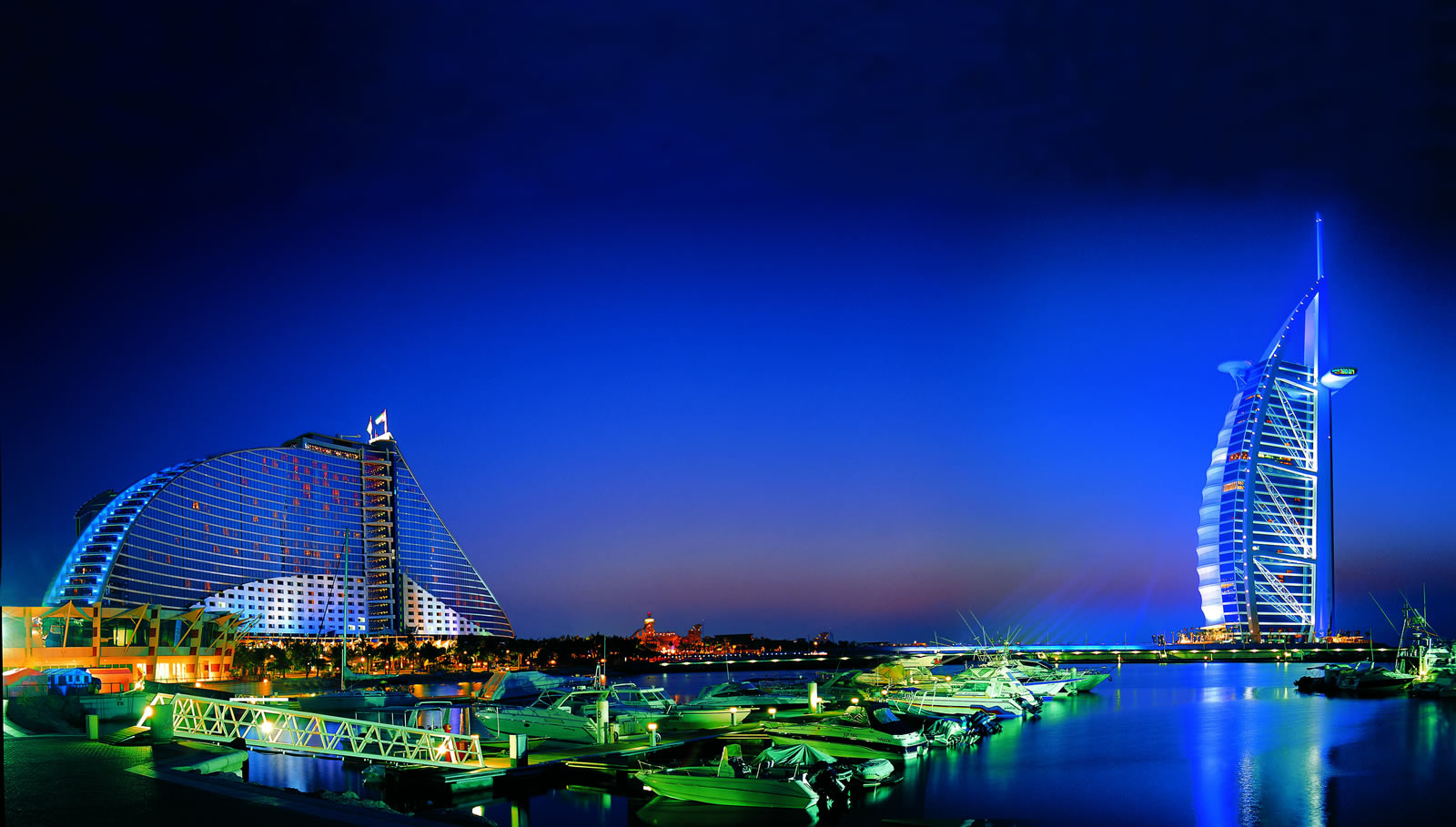
Burdž al-Arab vpravo

Stavba hotelu podle projektu firmy Atkins Middle East začala v roce 1994. Pro realizaci založily společnosti Murray & Roberts a Al Habtoor Engineering Enterprises společný podnik.
Základy budovy na umělém ostrově sahají ještě do 40–45 metrů mořského dna. Budova, někdy také zvaná „Alláhův prst v Perském zálivu“ je o několik metrů vyšší než Eiffelova věž v Paříži a jen o 60 metrů nižší než Empire State Building v New Yorku. Původně měl hotel stát přímo na pláži, avšak kvůli příliš velkému zastínění prestižní pláže bylo rozhodnuto postavit jej na umělém ostrově. Samotný ostrov se strmými svahy poskytuje ochranu před vzedmutými vlnami do výšky až 8,8 metrů.
Pro všechny hosty je k dispozici několik vozů Rolls-Royce nebo BMW s řidičem. Ke stavbě hotelu bylo použito 70 000 kubických metrů betonu, 9 000 tun oceli a k výzdobě 10 000 m² plátkového zlata. Celá stavba hotelu stála asi jednu miliardu dolarů (též se udává 230 mil.).